# Dacampia hookeri
Dacampia hookeri är en lavart som först beskrevs av William Borrer, och fick sitt nu gällande namn av Abramo Bartolommeo Massalongo. Dacampia hookeri ingår i släktet Dacampia, och familjen Dacampiaceae. Enligt den finländska rödlistan är arten sårbar i Finland. Arten är reproducerande i Sverige. Artens livsmiljö är fjällhedar.